# Epithelantha polycephala
Epithelantha polycephala és una espècie fanerògama que pertany a la família de les cactàcies (Cactaceae). És originària de Nord-amèrica.

## Descripció
Epithelantha polycephala és un cactus de tija globular lleugerament cilíndrica, de color verd fosc que forma grans plançons i pot arribar a fer cada individu fins a 3 cm de diàmetre per 2 cm de llarg. La seva tija està composta de files de petits tubercles disposats a l'atzar separats uns 2 mm entre ells. A la punta de cada tubercle hi ha arèoles llanoses de color cafè clar, de les quals emergeixen fins a 20 espines radials blanques amb tons de color castany, d'1 mm de llarg, corbades cap a la tija. Posseeix a més 20 a 25 espines centrals també corbades cap a la tija, de color blanc grisenc, de 2 mm de llarg. L'àpex de la planta és llanós i és de color blanc, d'on sorgeixen les flors, les quals són de color rosa pàl·lid, de 0,5 mm de diàmetre. Els fruits són cilíndrics de color vermell brillant de 3 cm de llargada per 3 mm de diàmetre, i contenen llavors negres en forma de cassola de 2 mm de llargària.

## Distribució i hàbitat
Epithelantha polycephala es distribueix a l'estat mexicà de Coahuila. Aquesta espècie està exclusivament confinada a una localitat tipus que es localitza al nord de la Ciutat de Ramos Arizpe, constituïda per un conjunt de turons rocosos de vegetació xeròfita a una altura que varia entre 1300 a 1500 msnm. Difereix d'altres espècies en la forma de les tiges, així com en formar un gran conjunt de plançons en el seu hàbitat, fins i tot de 300 individus.

## Taxonomia
Epithelantha polycephala va ser descrita per Curt Backeberg i publicat a Cactus (Paris) 39: 32, a l'any 1954.
Etimologia
Epithelantha: nom genèric que deriva del grec i significa "flors que surten de tubercles".
polycephala: epítet llatí que significa "amb molts caps".
Sinonímia
- Epithelantha greggii subsp. polycephala (Backeb.) D.Donati & Zanov. in Piante Grasse 30: 185 (2010)
- Epithelantha micromeris var. polycephala (Backeb.) Glass & R.A.Foster in Cact. Succ. J. (Los Angeles) 50: 187 (1978)
- Epithelantha micromeris subsp. polycephala (Backeb.) Glass in Guía Identif. Cact. Amenazadas México 1: [s.p.] (1998 publ. 1997).[5][6]